# Liga Saesa 2015
La Temporada 2015 de la Liga Saesa será la número 17 edición de la historia de la competición chilena de básquetbol. El campeonato comenzará el 24 de abril de 2015. Se disputará en 2 divisiones de 8 equipos cada una, con equipos de las regiones de La Araucanía, Los Ríos y Los Lagos. El formato será todos contra todos, en 2 ruedas, dando paso a los play off, y a un cuadrangular final. El campeón de la Segunda División de la Liga Saesa será campeón de esta categoría y ascenderá a la primera, mientras que el último de la primera división desciende a la segunda respectivamente. El ganador de la temporada 2015 tendrá un cupo para participar en la LNB 2015-2016, y los 2 primeros equipos participaran de un cuadrangular de copa Chile donde se enfrentaran a los primeros 2 equipos de la libcentro.
El día miércoles 22 de abril, y a solo 3 días del debut de la temporada 2015 de la libsur, el Volcán Calbuco ubicado entre la comuna de Puerto Montt y Puerto Varas entró en erupción alrededor de las 18:00 horas de ese mismo día. la Coordinación Liga Saesa publicó un comunicado en las redes sociales producto de esto, suspendiendo partidos de la primera fecha en las ciudades de Valdivia, Osorno, Puerto Varas, Calbuco, Ancud y Castro. Y solo se mantiene programación en las ciudades de Gorbea y Carahue. Dichos partidos serán reprogramados con acuerdo previo entre los clubes afectados. El jueves 30 de abril el Volcán Calbuco entró nuevamente en erupción, suspendiendo los partidos de CD Lautaro vs CEM Calbuco y COL. Alemán vs CD Castro. Los partidos pendientes de la primera fecha, serán jugados el día jueves 21 de mayo en todas sus categorías.
El club C.D. Las Animas descendió a segunda división para la Temporada 2016 de segunda división Liga Saesa por quedar último en la tabla de temporada regular y perder los play off contra Español de Osorno. 

## Datos, cambios y antecedentes para esta temporada
En esta temporada ya no se aceptará la presencia de extranjeros en la fase del Cuadrangular Final, esto está estipulado en las bases publicadas en ligasaesa.cl, pero no existe alguna declaración o comunicado público del porqué este año se tomó tal decisión. 
También quedó estipulado que en el plantel adulto de cada club, pueden jugar hasta un máximo de 3 jugadores sub-17, que a su vez, también pueden jugar por su categoría. El recambio de los 3 sub-17 solo serán autorizados hasta que finalice la primera rueda de temporada Regular. después de ese plazo, ya no se podrá. También quedó eliminada la regla que obligaba a los clubes a tener un jugador juvenil en cancha. 
Se estipula que el límite de edad para jugar el torneo es de 40 años.
Los clubes pueden optar a cambio de refuerzos solo hasta el día anterior al inicio de la segunda rueda (plazo máximo).

## Sistema de campeonato
La temporada comienza con la fase regular, play off, y cuadrangular final. A su vez la fase regular está dividida en primera rueda y segunda rueda.

### Fase regular
En primera instancia la temporada regular se dividirá en 2 ruedas enfrentándose todos contra todos en partidos de ida y vuelta, de esta manera se escogerán los equipos que clasifican a play off.

### Play Off
Se jugaran al mejor de 3 partidos en el formato 1-2 a partir del sábado 1 de agosto y finalizara el sábado 15 del mismo mes. Los 8 equipos se ordenaran dependiendo la tabla de temporada regular, el primero se enfrentara al octavo formando la primera llave, el segundo con el séptimo formando la segunda llave y así hasta formar las 4 parejas, luego los 4 ganadores de las llaves disputarán un cuadrangular final.

### Cuadrangular Final
Esta será la última fase del torneo de primera división de Liga Saesa 2015, tendrá comienzo del día 4 de septiembre, finalizando el 6 del mismo mes.
El formato para este cuadrangular será de todos contra todos tomando como referencia la tabla de temporada regular, el primero jugara con el cuarto y el segundo con el tercero. De esta manera, el club que saque la mejor puntuación en sus 3 partidos será el ganador.
En esta temporada ya no serán permitidos jugadores extranjeros como en versiones anteriores en la fase del Cuadrangular Final. 
Al finalizar tendremos al campeón de primera división 2015, el mejor ubicado en este cuadrangular que no tenga cupo deportivo clasificara para la Liga Nacional de Básquetbol 2015-16 y a los 2 clasificados para disputar la Copa Chile 2015.

## Equipos participantes
Se enfrentaran equipos de 3 regiones. 8 equipos darán vida a esta temporada, estas son La Araucanía, Los Ríos y Los Lagos. En esta temporada se cuenta con la presencia del club alemán de puerto Varas, ya que en el torneo de segunda división del 2014 salió campeón. En esta temporada no descendió, por lo cual jugara la Liga Saesa 2016. Por su parte, el club C. D. Las Animas de valdivia descendió de categoría, por lo cual el siguiente año jugaran la Temporada 2016 de segunda división Liga Saesa.
| Nombre               | Ciudad       | Cancha                            |
| -------------------- | ------------ | --------------------------------- |
| Español de Osorno    | Osorno       | Monumetal Maria Gallardo          |
| CDS Puerto Varas     | Puerto Varas | Coliseo municipal de Puerto Varas |
| Club Deportes Castro | Castro       | Gimnasio Fiscal                   |
| ABA Ancud            | Ancud        | Gimnasio Fiscal                   |
| Deportivo Valdivia   | Valdivia     | Coliseo Antonio Azurmendy         |
| CEB Puerto Montt     | Puerto Montt | San Javier Centro                 |
| C.D. Alemán          | Puerto Varas | Las Animas                        |
| Las Ánimas           | Valdivia     | Coliseo Antonio Azurmendy         |

| Pos. | Descendidos en la Liga SAESA 2015 |
| ---- | --------------------------------- |
| 8º   | C. D. Las Animas                  |

| Pos. | Ascendidos desde Temporada 2014 de segunda división Liga Saesa |
| ---- | -------------------------------------------------------------- |
| 1º   | C.D. Alemán                                                    |

## Tabla general
Clave: Pts: Puntos; PJ: Partidos jugados; PG: Partidos ganados; PP: Partidos Perdidos; Dif: diferencia puntos a favor y en contra.
Fecha de actualización: 26 de julio de 2015
| Pos | Equipo                  | Pts | PJ | PG | PP | Dif  |
| --- | ----------------------- | --- | -- | -- | -- | ---- |
| 1   | Español de Osorno       | 26  | 14 | 12 | 2  | 152  |
| 2   | cdsc Puerto Varas       | 24  | 14 | 10 | 4  | 175  |
| 3   | Club Deportes Castro    | 24  | 14 | 10 | 4  | 108  |
| 4   | ABA Ancud               | 22  | 14 | 8  | 6  | -14  |
| 5   | C. D. Deportes Valdivia | 21  | 14 | 7  | 7  | 45   |
| 6   | CEB Puerto Montt        | 19  | 14 | 5  | 9  | -123 |
| 7   | C.D. Alemán             | 16  | 14 | 2  | 12 | -160 |
| 8   | C. D. Las Animas        | 16  | 14 | 2  | 12 | -183 |

### Primera Rueda-Temporada regular
| CDS Puerto Varas        | 65 - 78 | Español de Osorno | Coliseo municipal         | 25 de abril | 20:15 |
| ABA Ancud               | 57 - 54 | C.D. Alemán       | Gimnasio Fiscal           | 25 de abril | 20:00 |
| Club Deportes Castro    | 79 - 71 | C. D. Las Animas  | Gimnasio Fiscal           | 25 de abril | 20:00 |
| C. D. Deportes Valdivia | 76 - 55 | CEB Puerto Montt  | Coliseo Antonio Azurmendi | 25 de abril | 20:00 |

| Español de Osorno | 91 - 66 | CEB Puerto Montt        | Monumetal Maria Gallardo | 2 de mayo | 20:00 |
| ABA Ancud         | 60 - 59 | C. D. Deportes Valdivia | Gimnasio Fiscal          | 2 de mayo | 20:00 |
| C. D. Las Animas  | 44 - 94 | CDS Puerto Varas        | Las Animas               | 2 de mayo | 20:00 |
| C.D. Alemán       | 77 - 71 | Club Deportes Castro    | Colegio Alemán           | 2 de mayo | 20:00 |

| Club Deportes Castro    | 96 - 92 | Español de Osorno | Gimnasio Fiscal           | 9 de mayo  | 20:00 |
| CDS Puerto Varas        | 69 - 54 | ABA Ancud         | Coliseo municipal         | 10 de mayo | 19:00 |
| C. D. Deportes Valdivia | 83 - 63 | C.D. Alemán       | Coliseo Antonio Azurmendi | 9 de mayo  | 20:00 |
| CEB Puerto Montt        | 79 - 70 | C. D. Las Animas  | San Javier Centro         | 9 de mayo  | 20:00 |

| Español de Osorno       | 69 - 62 | C. D. Las Animas     | Gimnasio Español          | 16 de mayo | 20:00 |
| C. D. Deportes Valdivia | 63 - 64 | Club Deportes Castro | Coliseo Antonio Azurmendi | 16 de mayo | 20:00 |
| ABA Ancud               | 63 - 62 | CEB Puerto Montt     | Gimnasio Fiscal           | 16 de mayo | 20:00 |
| CDS Puerto Varas        | 74 - 57 | C.D. Alemán          | Coliseo Municipal         | 16 de mayo | 20:00 |

| C.D. Alemán          | 77 - 88 | Español de Osorno       | Colegio Alemán    | 23 de mayo | 20:00 |
| CEB Puerto Montt     | 73 - 82 | CDS Puerto Varas        | San Javier Centro | 23 de mayo | 20:00 |
| C. D. Las Animas     | 62 - 63 | C. D. Deportes Valdivia | Las Animas        | 23 de mayo | 20:00 |
| Club Deportes Castro | 83 - 74 | ABA Ancud               | Gimnasio Fiscal   | 23 de mayo | 20:00 |

| C. D. Las Animas  | 78 - 72 | ABA Ancud               | Las Animas        | 30 de mayo | 20:00 |
| CDS Puerto Varas  | 88 - 96 | Club Deportes Castro    | Coliseo municipal | 30 de mayo | 20:00 |
| CEB Puerto Montt  | 78 - 67 | C.D. Alemán             | San Javier Centro | 30 de mayo | 20:00 |
| Español de Osorno | 68 - 55 | C. D. Deportes Valdivia | Gimnasio Español  | 30 de mayo | 20:00 |

| C. D. Deportes Valdivia | 77 - 73 | CDS Puerto Varas  | Coliseo Antonio Azurmendi | 29 de junio | 19:00 |
| C.D. Alemán             | 62 - 51 | C. D. Las Animas  | Colegio Alemán            | 6 de junio  | 20:00 |
| Club Deportes Castro    | 90 - 69 | CEB Puerto Montt  | Gimnasio Fiscal           | 6 de junio  | 20:00 |
| ABA Ancud               | 71 - 69 | Español de Osorno | Gimnasio Fiscal           | 6 de junio  | 20:00 |

### Segunda Rueda-Temporada Regular
La segunda rueda comenzara el día sábado 13 de junio y finalizara en finalizando el sábado 25 de julio para dar paso a los Playoffs 2015. Todos los equipos que en primera rueda jugaron de local, en esta segunda rueda jugaran de visita. también los partidos que están pendientes de la primera rueda, serán jugados paralelamente en esta fase.
Quedó estipulado en las bases de liga saesa 2015, publicados en el sitio web oficial, que el cambio de refuerzos se pueden efectuar con plazo límite un día antes de comenzar esta segunda rueda. 
| Español de Osorno | 82 - 65 | CDS Puerto Varas        | Gimnasio Español  | 13 de junio | 20:00 |
| C.D. Alemán       | 62 - 71 (enlace roto disponible en Internet Archive; véase el historial, la primera versión y la última).  | ABA Ancud               | Colegio Alemán    | 14 de junio | 19:00 |
| C. D. Las Animas  | 68 - 102 (enlace roto disponible en Internet Archive; véase el historial, la primera versión y la última). | Club Deportes Castro    | Las Animas        | 13 de junio | 20:00 |
| CEB Puerto Montt  | 66 - 64 | C. D. Deportes Valdivia | San Javier Centro | 13 de junio | 20:00 |

| CEB Puerto Montt        | 76 - 88 | Español de Osorno | San Javier Centro         | 20 de junio | 20:00 |
| C. D. Deportes Valdivia | 66 - 58 | ABA Ancud         | Coliseo Antonio Azurmendi | 20 de junio | 20:00 |
| CDS Puerto Varas        | 97 - 65 | C. D. Las Animas  | Coliseo municipal         | 20 de junio | 20:00 |
| Club Deportes Castro    | 99 - 71 | C.D. Alemán       | Gimnasio Fiscal           | 20 de junio | 20:00 |

| Español de Osorno | 94 - 87 | Club Deportes Castro    | Gimnasio Español | 27 de junio | 20:00 |
| ABA Ancud         | 70 - 74 | CDS Puerto Varas        | Gimnasio Fiscal  | 27 de junio | 20:00 |
| C.D. Alemán       | 79 - 87 | C. D. Deportes Valdivia | Colegio Alemán   | 27 de junio | 20:00 |
| C. D. Las Animas  | 76 - 79 | CEB Puerto Montt        | Las Animas       | 27 de junio | 20:00 |

| C. D. Las Animas     | 60 - 78 | Español de Osorno       | Las Animas        | 5 de julio | 18:00 |
| Club Deportes Castro | 75 - 71 | C. D. Deportes Valdivia | Gimnasio Fiscal   | 5 de julio | 18:00 |
| CEB Puerto Montt     | 68 - 77 | ABA Ancud               | San Javier Centro | 5 de julio | 18:00 |
| C.D. Alemán          | 52 - 90 | CDS Puerto Varas        | Colegio Alemán    | 5 de julio | 18:00 |

| Español de Osorno       | 86 - 67  | C.D. Alemán          | Gimnasio Español          | 11 de julio | 20:00 |
| CDS Puerto Varas        | 117 - 84 | CEB Puerto Montt     | Coliseo municipal         | 11 de julio | 20:00 |
| C. D. Deportes Valdivia | 66 - 50  | C. D. Las Animas     | Coliseo Antonio Azurmendi | 11 de julio | 20:00 |
| ABA Ancud               | 67 - 61  | Club Deportes Castro | Gimnasio Fiscal           | 11 de julio | 20:00 |

| ABA Ancud               | 73 - 64 | C. D. Las Animas  | Gimnasio Fiscal           | 18 de julio | 20:00 |
| Club Deportes Castro    | 87 - 97 | CDS Puerto Varas  | Gimnasio Fiscal           | 18 de julio | 20:00 |
| C.D. Alemán             | 74 - 77 | CEB Puerto Montt  | Colegio Alemán            | 18 de julio | 20:00 |
| C. D. Deportes Valdivia | 61 - 64 | Español de Osorno | Coliseo Antonio Azurmendi | 18 de julio |       |

| CDS Puerto Varas  | 85 - 77  | C. D. Deportes Valdivia | Coliseo municipal | 25 de julio | 20:00 |
| C. D. Las Animas  | 87 - 77  | C.D. Alemán             | Las Animas        | 25 de julio | 20:00 |
| CEB Puerto Montt  | 80 - 100 | Club Deportes Castro    | San Javier Centro | 25 de julio | 20:00 |
| Español de Osorno | 85 - 72  | ABA Ancud               | Gimnasio Español  | 25 de julio | 20:00 |

## Play Off
Los play off de la liga saesa comenzaran el día sábado 1 de agosto y finalizaran el sábado 15 de agosto. En esta oportunidad se enfrentaran dependiendo la tabla de temporada regular, el primero con el octavo, el segundo con el séptimo, etc, etc, al mejor de 3 partidos bajo el formato 1-2. De esta manera, los 4 ganadores de cada llave pasan a la última ronda que es el Cuadrangular final. 
|  | Llave 1 |                   |   |  |
|  |         |                   |   |  |
|  | 1       | Español de Osorno | 2 |  |
|  | 1       | Español de Osorno | 2 |  |
|  | 8       | C. D. Las Animas  | 0 |  |
|  | 8       | C. D. Las Animas  | 0 |  |

|  | Llave |                  |   |  |
|  |       |                  |   |  |
|  | 2     | CDS Puerto Varas | 2 |  |
|  | 2     | CDS Puerto Varas | 2 |  |
|  | 7     | C.D. Alemán      | 0 |  |
|  | 7     | C.D. Alemán      | 0 |  |

|  | Llave 3 |                      |   |  |
|  |         |                      |   |  |
|  | 3       | Club Deportes Castro | 2 |  |
|  | 3       | Club Deportes Castro | 2 |  |
|  | 6       | CEB Puerto Montt     | 0 |  |
|  | 6       | CEB Puerto Montt     | 0 |  |

|  | Llave 4 |                         |   |  |
|  |         |                         |   |  |
|  | 4       | ABA Ancud               | 0 |  |
|  | 4       | ABA Ancud               | 0 |  |
|  | 5       | C. D. Deportes Valdivia | 2 |  |
|  | 5       | C. D. Deportes Valdivia | 2 |  |

### Español de Osornovs.C. D. Las Animas
| 1 de agosto de 2015 | C. D. Las Animas | 60–78 | Español de Osorno |                                                                                         |  |  |
|                     | Parciales:       |       |                   |                                                                                         |  |  |
|                     |                  |       |                   | Pabellón: Las Animas, Valdivia Árbitros: Carlos Ramírez, Carlos Escobar, Eric Navarrete |  |  |
| serie 0 - 1         |                  |       |                   |                                                                                         |  |  |
|                     |                  |       |                   |                                                                                         |  |  |

| 8 de agosto de 2015 | Español de Osorno | 80–64 | C. D. Las Animas | |  |  |
|                     | Parciales:        |       |                  | |  |  |
|                     |                   |       |                  | Pabellón: Monumetal Maria Gallardo, Osorno Árbitros: Juan Rivera / Osvaldo Salazar / Guillermo Rivera |  |  |
| serie 2 - 0         |                   |       |                  | |  |  |
|                     |                   |       |                  | |  |  |

Español de Osorno gana la serie por 2-0.

### CDS Puerto Varasvs.C.D. Alemán
| 1 de agosto de 2015 | C.D. Alemán | 70–110 | CDS Puerto Varas | |  |  |
|                     | Parciales:  |        |                  | |  |  |
|                     |             |        |                  | Pabellón: Colegio Alemán, Puerto Varas Árbitros: Álex Morales / Claudio Villanueva / Rodrigo Robles |  |  |
| serie 0 - 1         |             |        |                  | |  |  |
|                     |             |        |                  | |  |  |

| 8 de agosto de 2015 | CDS Puerto Varas | 110–70 | C.D. Alemán | |  |  |
|                     | Parciales:       |        |             | |  |  |
|                     |                  |        |             | Pabellón: Coliseo municipal, Puerto Varas Árbitros: José Luis Espinoza / Eric Navarrete / Rodrigo Robles |  |  |
| serie 2 - 0         |                  |        |             | |  |  |
|                     |                  |        |             | |  |  |

CDS Puerto Varas gana la serie por 2-0.

### Club Deportes Castrovs.CEB Puerto Montt
| 1 de agosto de 2015 | CEB Puerto Montt | 80–91 | Club Deportes Castro | |  |  |
|                     | Parciales:       |       |                      | |  |  |
|                     |                  |       |                      | Pabellón: San Javier Centro, Puerto Montt Árbitros: Miguel Ángel Bravo / Rodrigo Oliveros / Felipe Palma |  |  |
| serie 0 - 1         |                  |       |                      | |  |  |
|                     |                  |       |                      | |  |  |

| 8 de agosto de 2015 | Club Deportes Castro | 102–82 | CEB Puerto Montt |                                                                                             |  |  |
|                     | Parciales:           |        |                  |                                                                                             |  |  |
|                     |                      |        |                  | Pabellón: Gimnasio Fiscal, Castro Árbitros: Carlos Ramírez / Jaime Salazar / Carlos Escobar |  |  |
| serie 0 - 0         |                      |        |                  |                                                                                             |  |  |
|                     |                      |        |                  |                                                                                             |  |  |

Club Deportes Castro gana la serie por 2-0.

### ABA Ancudvs.C. D. Deportes Valdivia
| 1 de agosto de 2015 | C. D. Deportes Valdivia | 66–64 | ABA Ancud | |  |  |
|                     | Parciales:              |       |           | |  |  |
|                     |                         |       |           | Pabellón: Coliseo Antonio Azurmendy, Valdivia Árbitros: Óscar Gatica / Raúl Aguilar / Osvaldo Salazar |  |  |
| serie 0 - 0         |                         |       |           | |  |  |
|                     |                         |       |           | |  |  |

| 8 de agosto de 2015 | ABA Ancud  | 69–70 | C. D. Deportes Valdivia | |  |  |
|                     | Parciales: |       |                         | |  |  |
|                     |            |       |                         | Pabellón: Gimnasio Fiscal, Ancud Árbitros: Miguel Ángel Bravo / Rodrigo Oliveros / Claudio Villanueva |  |  |
| serie 0 - 0         |            |       |                         | |  |  |
|                     |            |       |                         | |  |  |

C. D. Deportes Valdivia gana la serie por 2-0.

## Cuadrangular Final
El Cuadrangular Final es la etapa culminante de la temporada 2015 de LigaSaesa, y se celebrara del 4 de septiembre al 6 de septiembre del 2015. en este caso se enfrentaran 4 clubes que fueron los ganadores de las llaves en play offs, estos son: Deportivo Valdivia, Club Deportivo y Social Puerto Varas, Castro y C.D. Español de Osorno. tendrá como cede la ciudad de Osorno, se jugara en el legendario gimnasio Monumental María Gallardo Arismendi del club Español de Osorno. Esto quedó decidido por votación unánime de los dirigentes de cada club en el cual acordaron que la cede del final-four se jugara en el gimnasio cuyo club llegue como primero en la tabla al final de la temporada regular.

### Formato
Las parejas de la primera fecha serán dependiendo de la tabla regular enfrentándose el primero con el cuarto que en este caso es C.D. Español de Osorno contra el cuarto que es Deportivo Valdivia y el segundo Club Deportivo y Social Puerto Varas contra el tercero que es Club Deportes Castro. Para la segunda fecha, los clubes se re-ubicaran dependiendo de los resultados de la primera fecha para los partidos y la última fecha, cada club jugara contra el equipo con el cual le resta enfrentarse.

### Equipos participantes
| Nombre                  | Ciudad       | Cancha                              |
| ----------------------- | ------------ | ----------------------------------- |
| Español de Osorno       | Osorno       | Monumental María Gallardo Arismendi |
| CDS Puerto Varas        | Puerto Varas | Coliseo Municipal de Puerto Varas   |
| Club Deportes Castro    | Castro       | Gimnasio Fiscal de Castro           |
| C. D. Deportes Valdivia | Valdivia     | Coliseo Antonio Azurmendy           |

### Posiciones Cuadrangular Final
Fecha de actualización: 6 de septiembre de 2015
| Pos | Equipo                  | Pts | PJ | PG | PP |
| --- | ----------------------- | --- | -- | -- | -- |
| 1   | CDS Puerto Varas        | 5   | 3  | 2  | 1  |
| 2   | Español de Osorno       | 5   | 3  | 2  | 1  |
| 3   | C. D. Deportes Valdivia | 4   | 3  | 1  | 2  |
| 4   | Club Deportes Castro    | 4   | 3  | 1  | 2  |

| Ganador de Liga SAESA 2015, clasificado a Copa Chile de Básquetbol 2015 y clasificado a Liga Nacional de Básquetbol 2015-16 |
| Clasificado a la Copa Chile de Básquetbol 2015                                                                              |

### Fecha 1 (4 de septiembre)
| 4 de septiembre de 2015 | CDS Puerto Varas            | 76–81       | Club Deportes Castro              | |  |
|                         | Parciales:                  |             |                                   | |  |
|                         | Estadísticas Renato Vera 21 | Reporte Pts | Estadísticas Gonzalo Velásquez 22 | Pabellón: Gimnasio Monumental María Gallardo Arismendi Árbitros: Rodrigo Oliveros (Osorno) / Carlos Ramírez (Temuco) / Claudio Villanueva (Concepción) |  |

| 4 de septiembre de 2015 | Español de Osorno                                                                 | 78–68                | C. D. Deportes Valdivia                                             | |  |
|                         | Parciales: 14 , 21 ; 18 , 17 24 , 21 ; 22 , 9                                     |                      |                                                                     | |  |
|                         | Estadísticas MAuro Schenoni 27 Nelson MEndez 9 Rodrigo Muñoz-Sebastian Figueroa 8 | Reporte Pts Reb Asts | Estadísticas Sebastian Suárez 26 Jose Del Solar 13 Jose Del Solar 4 | Pabellón: Gimnasio Monumental María Gallardo Arismendi Árbitros: Miguel Ángel Bravo (Santiago) / Sebastián Negrón (Pto. Montt) / Álex Morales (Concepción) |  |

### Fecha 2 (5 de septiembre)
| 5 de septiembre de 2015 | Club Deportes Castro                                            | 71–81                | C. D. Deportes Valdivia                                                               | |  |
|                         | Parciales: 12 , 11 ; 20 16 15 , 28 ; 24 , 26                    |                      |                                                                                       | |  |
|                         | Estadísticas Angel Labrin 22 Juan Fontena 10 Claudio Gallardo 6 | Reporte Pts Reb Asts | Estadísticas Sebastian Suárez - Jose Del Solar 23 Jose Del Solar 8 Sebastian Suárez 6 | Pabellón: Gimnasio Monumental María Gallardo Arismendi Árbitros: Rodrigo Oliveros (Osorno) / Sebastián Negrón (Pto. Montt) / Álex Morales (Concepción) |  |

| 5 de septiembre de 2015 | Español de Osorno                                                                  | 67–73                | CDS Puerto Varas                                            | |  |
|                         | Parciales: 16 , 15 ; 25 , 27 9 , 12 ; 17 , 19                                      |                      |                                                             | |  |
|                         | Estadísticas Milenko Sepulveda 15 Nelson Mendez 10 Nelson Mendez - Rodrigo Muñoz 3 | Reporte Pts Reb Asts | Estadísticas REnato Vera 25 Gerardo ISla 12 Ronald Cruces 6 | Pabellón: Gimnasio Monumental María Gallardo Arismendi Árbitros: Miguel Ángel Bravo (Santiago) / Carlos Ramírez (Temuco) / Claudio Villanueva (Concepción) |  |

### Fecha 3 (6 de septiembre)
| 6 de septiembre de 2015 | CDS Puerto Varas                                             | 86–83                | C. D. Deportes Valdivia                                                 | |  |
|                         | Parciales: 23 , 17 ; 19 , 28 19 , 25 ; 25 , 13               |                      |                                                                         | |  |
|                         | Estadísticas Gerardo Isla 20 Gerardo Isla 11 Ronald Cruces 8 | Reporte Pts Reb Asts | Estadísticas Sebastian Suárez 22 Jose Del Solar 11 Cristopher Altaner 7 | Pabellón: Gimnasio Monumental María Gallardo Arismendi Árbitros: Rodrigo Oliveros (Osorno) / Sebastián Negrón (Pto. Montt) / Álex Morales (Concepción) |  |

| 6 de septiembre de 2015 | Español de Osorno                                                             | 92–82                | Club Deportes Castro                                                                            | |  |
|                         | Parciales: 20 , 27 ; 22 , 17 23 , 19 ; 27 , 19                                |                      |                                                                                                 | |  |
|                         | Estadísticas Rodrigo Muñoz 25 Nelson Mendez 15 Nelson Mendez-Mauro Schenoni 3 | Reporte Pts Reb Asts | Estadísticas Gonzalo Velasquez 35 Juan Fontena 14 Gonzalo Velasquez-Angel Labrin-Juan Fontena 3 | Pabellón: Gimnasio Monumental María Gallardo Arismendi Árbitros: Miguel Ángel Bravo (Santiago) / Carlos Ramírez (Temuco) / Claudio Villanueva (Concepción) |  |

## Campeón y Clasificado a LNB 2015-16
| CDSC Puerto Varas |

## Clasificados a la Copa Chile 2015
| Chile             |
| CDSC Puerto Varas |

| Chile             |
| Español de Osorno |

## Líderes individuales-temporada regular
A continuación se muestran los líderes individuales de las principales categorías de la temporada regular.
| Categoría         | Jugador           | Equipo               | Partidos | Total | Promedio |
| ----------------- | ----------------- | -------------------- | -------- | ----- | -------- |
| Mayor anotador    | Juan Fontena      | Club Deportes Castro | 13       | 299   | 23,0     |
| Mayor Rebote      | Juan Fontena      | Club Deportes Castro | 13       | 233   | 17,9     |
| Mayor Asistencias | Marcelo Hernández | CEB Puerto Montt     | 14       | 55    | 3,9      |
| Mayor tapador     | Renato Vera       | CDS Puerto Varas     | 14       | 15    | 1,1      |